# 安穂野香
安 穂野香（あん ほのか、1960年7月21日 – ）は、日本の男性歌手、実業家。通称「セーラー服おじさん」。本名は重松修治（しげまつ しゅうじ）。愛知県津島市出身。愛知教育大学音楽専攻卒。
代表曲に「タンポポのマンボ」、「ナイスピース」、「サイア」、「もしか宇宙人に会えたら」などがある。

## 来歴
中学校の音楽教師を経て、「ビートルズを超えるため」という動機でミュージシャンとなる。愛知県名古屋市のセントラルパークにて路上ライブを重ねた。
2004年、人間大學レコードからCDデビューを果たした。かつては「安ほのか」名義で活動していた。芸名の由来は、「あ」から「ん」まで（五十音の始終）を「ほのか」な雰囲気で歌っていきたいということから。一時期、愛妻（事実婚）である「安穂野美（あん ほのみ）」とユニットを組んで活動していた。愛妻は2007年に肺がんのため死去。
2007年の『あらびき団』出演で注目を集め、2008年にはYOSHIMOTO RandCからDVDが発売された。
2009年、人間大學レコードからプライベートDVD「ほほえみ」を発売。また、アイドルチーム『安穂野香先生のなごやかアイドル教室』を結成し、WebTVやライブイベント、雑誌モデルなど各種メディアで活動。
その後、表立った活動は減少していき、2017年12月29日放送の『朝まであらびき団スペシャル』をもって番組を卒業。
音楽のみで生計が立てられなかったため、30代半ばからカラオケ教室を開始。出身地である津島市や蟹江町のカラオケボックスを教室としレッスンを行っている。そのほかピアノの個人レッスンや作曲指導も併せて行う。
2014年4月、地元・津島市の津島市立図書館に自身のCDおよびDVD、また同市にある天王川公園で行われている天王祭をイメージしたクラシック調の新曲『尾張津島天王祭』を寄贈した。
2017年に引退を発表。
2022年12月29日放送の『「あらびき団」年末総決算！あら－1グランプリ2022』にて、5年ぶりに電撃復帰を果たした。

## 逸話
- 基本コンセプトは「山とセーラー服と音楽の融合」。歌って踊れるパフォーマンスで目立つことを重視していた。なお、もう一つのライフワークとして登山を挙げている。
- セーラー服で歌う理由は、31歳のとき山登りをしていたら「セーラー服で歌いなさい」と山からお告げがあったため[6]。
- hide（X JAPANのギタリスト）の名古屋市民会館ライブ（1994年3月19日）にて、客席からラジカセを抱えて飛び入り参加した（ハプニング的な演出だったが、事前に打ち合わせしたという）。その模様はhideのライブビデオに収録されている。
- ポピンズの金子恵実は教え子である。
- カラオケ教室の受講者は、老後の生きがいに歌を学ぶ高齢者がほとんどを占める。二人三脚で一緒に歌う練習スタイルが奏功し「下手でも優しく受け止めてくれ、歌いやすい」と好評だという[4]。

## 出演番組
- 天才・たけしの元気が出るテレビ!!（日本テレビ）
- 投稿!特ホウ王国（日本テレビ）
- ミックスパイください（CBCテレビ）
- あらびき団（TBSテレビ）
- アノコロTV 知らないとは言わせない!(NHK名古屋)

など